# سیارک ۲۰۴۷۸
سیارک ۲۰۴۷۸ (به انگلیسی: 20478 Rutenberg، نامگذاری:1999NJ20) بیست هزار و چهارصد و هفتاد و هشتمین سیارک کشف شده‌است که در ۱۴ ژوئیه ۱۹۹۹ کشف شد.
قدر مطلق سیارک برابر ۱۲.۳ است.